# Росс, Конрадо
Конрадо Росс (исп. Conrado Ross; 8 августа 1908, Монтевидео — 27 октября 1970, Сан-Паулу), также называемый Конрад Росс (исп. Conrad Ross) — уругвайский футболист, полузащитник и нападающий. После завершения игровой карьеры долгое время работал тренером. Брат Дональдо Росса.

## Карьера
Конрадо Росс начал карьеру в клубе «Ривер Плейт» из Монтевидео. В 1921 году он перешёл в «Пеньяроль». Конрадо в первый же год выиграл с клубом титул чемпиона страны. В 1922 году Росс уехал в Бразилию, присоединившись к «Маккензи Коллеж». Оттуда он перешёл в «Португезу Деспортос». Росс стал первым иностранным игроком в истории клуба. Там Конрадо выступал три сезона. После этого Росс играл за «Жувентуде». 
В 1932 году Росс стал игроком клуба «Урания», за которую сыграл пять матчей на позиции полузащитника. Первоначально уругваец был просто игроком клуба, однако потом стал главным тренером команды. В марте 1934 года Росс в качестве играющего тренера присоединился к французскому клубу «Сошо». В первом же сезоне он привёл команду к выигрышу титула чемпиона Франции. По окончании сезона Конрад покинул команду, возглавив «Пари», но после увольнения Андре Абегглена в декабре, возвратился. В 1937 году Росс отпраздновал победу в Кубке Франции, а в сезоне 1937/1938 выиграл свой второй чемпионский титул. В конце сезона 1938/1939 он покинул Европу.
В 1940 году Росс возвратился в Южную Америку, возглавив «Рамплу Хуниорс», а затем «Португезу», с которой в первый же сезон занял второе место в чемпионате штата Сан-Паулу. 14 апреля 1942 года Конрадо стал главным тренером клуба «Сан-Паулу». Росс проработал с командо до середины следующего сезона. Клуб с ним во главе провёл 42 матча, выиграв 24. С 1943 по 1945 году Конрадо вновь тренировал «Португезу». В мае 1946 года Росс возглавил «Палмейрас». Он тренировал клуб на протяжении пяти месяцев. Команда с ним во главе провела 18 матчей, выиграв 9 встреч.
В 1954 году Росс зашёл на тренерский «мостик» клуба «Гуарани». Затем тренировал «Уберабу». В 1960 году Конрадо возглавил В 1961 году Кросс стал главным тренером «Америку» из Сан-Жозе-ду-Риу-Прету, а через год возглавил «Жувентуде».

## Достижения

### Как игрок
- Чемпион Уругвая: 1921

### Как тренер
- Чемпион Франции: 1934/1935, 1937
- Обладатель Кубка Франции: 1937